# Bhumika Chawla
Bhumika Chawla, surnommée Bhoomika (née Rachna Chawla le 21 août 1978), est une actrice et une ancienne mannequin indienne. Elle a fait ses débuts, au cinéma, dans le film télougou Yuvakudu (en) (2000) et a depuis travaillé dans diverses industries cinématographiques indiennes.
Elle est apparue dans plus de cinquante films en télougou, hindi, tamoul, malayalam, kannada, bhojpuri et punjabi. Ses performances notables incluent des apparitions dans des films tels que Kushi (en) (2001), Okkadu (en) (2003), Tere Naam (en) (2003), Missamma (en) (2003), Sillunu Oru Kaadhal (en) (2006), Gandhi, My Father (2007), Anasuya (en) (2007), Buddy (en) (2013), M.S. Dhoni: The Untold Story (en) (2016), MCA (en) (2017) et U Turn (en) (2018).
Elle a remporté 4 Nandi Awards, 1 Filmfare Awards South, 1 South Indian International Movie Awards, 1 Zee Cine Awards et 1 Zee Apsara awards.

## Biographie
Chawla naît dans une famille punjabi à New Delhi, en Inde, où elle fait ses études. Son père est un officier de l'armée. Bhumika a deux frères et sœurs, un frère et une sœur aînés.
Elle déménage à Mumbai, en 1997, et commence sa carrière avec des films publicitaires et des albums de musique hindi. Elle apparait dans les séries de la chaîne Zee TV Hip Hip Hurray (en) et Star Best Sellers - Fursat Mein.

## Nominations et récompenses
| Année | Travail nommé            | Catégorie                                                                 | Résultat   |
| ----- | ------------------------ | ------------------------------------------------------------------------- | ---------- |
| 2001  | Kushi (en)               | Filmfare Award de la meilleure actrice en télougou                        | Lauréat,   |
| 2003  | Missamma (en)            | Filmfare Award de la meilleure actrice en télougou                        | Nomination |
| 2003  | Missamma (en)            | Nandi Award de la meilleure actrice (en)                                  | Lauréat    |
| 2003  | Tere Naam (en)           | Zee Cine Award du meilleur début féminin (en)                             | Lauréat    |
| 2003  | Tere Naam (en)           | Filmfare Award de la meilleure actrice                                    | Lauréat    |
| 2003  | Tere Naam (en)           | Star Screen Award de la meilleure actrice                                 | Nomination |
| 2007  | Anasuya (en)             | Filmfare Award de la meilleure actrice en télougou                        | Nomination |
| 2007  | Sathyabhama (en)         | Nandi Special Jury Award (en)                                             | Lauréat    |
| 2017  | Middle Class Abbayi (en) | Zee Telugu Apsara Awards 2018 de la meilleure actrice dans un second rôle | Lauréat    |
| 2018  | Middle Class Abbayi (en) | Filmfare Award for Best Supporting Actress - Telugu                       | Nomination |
| 2018  | Middle Class Abbayi (en) | SIIMA Award for Best Supporting Actress (Telugu)                          | Lauréat    |